# New Holland Clayson M 140
La New Holland Clayson M 140 également dénommée New Holland Clayson M 140 Armada, est un modèle de moissonneuse-batteuse produit par la firme New Holland.
Plus gros modèle d'une nouvelle gamme, la machine est fabriquée de 1962 à 1971, connaissant au cours de sa carrière deux évolutions qui améliorent ses performances.

## Historique
Profitant du succès de la Clayson M 103 qui continue à bien se vendre mais consciente que son offre doit se diversifier et s'améliorer, la firme New Holland lance sur le marché en 1962 une nouvelle gamme de quatre moissonneuses-batteuses dont la plus puissante est la Clayson 140 « Armada ».
Cette machine, qui connaît en 1966 et 1969 deux évolutions portant sur un changement de type du moteur et sur l'amélioration des capacités générales de l'engin, est produite jusqu'en 1971.

## Caractéristiques

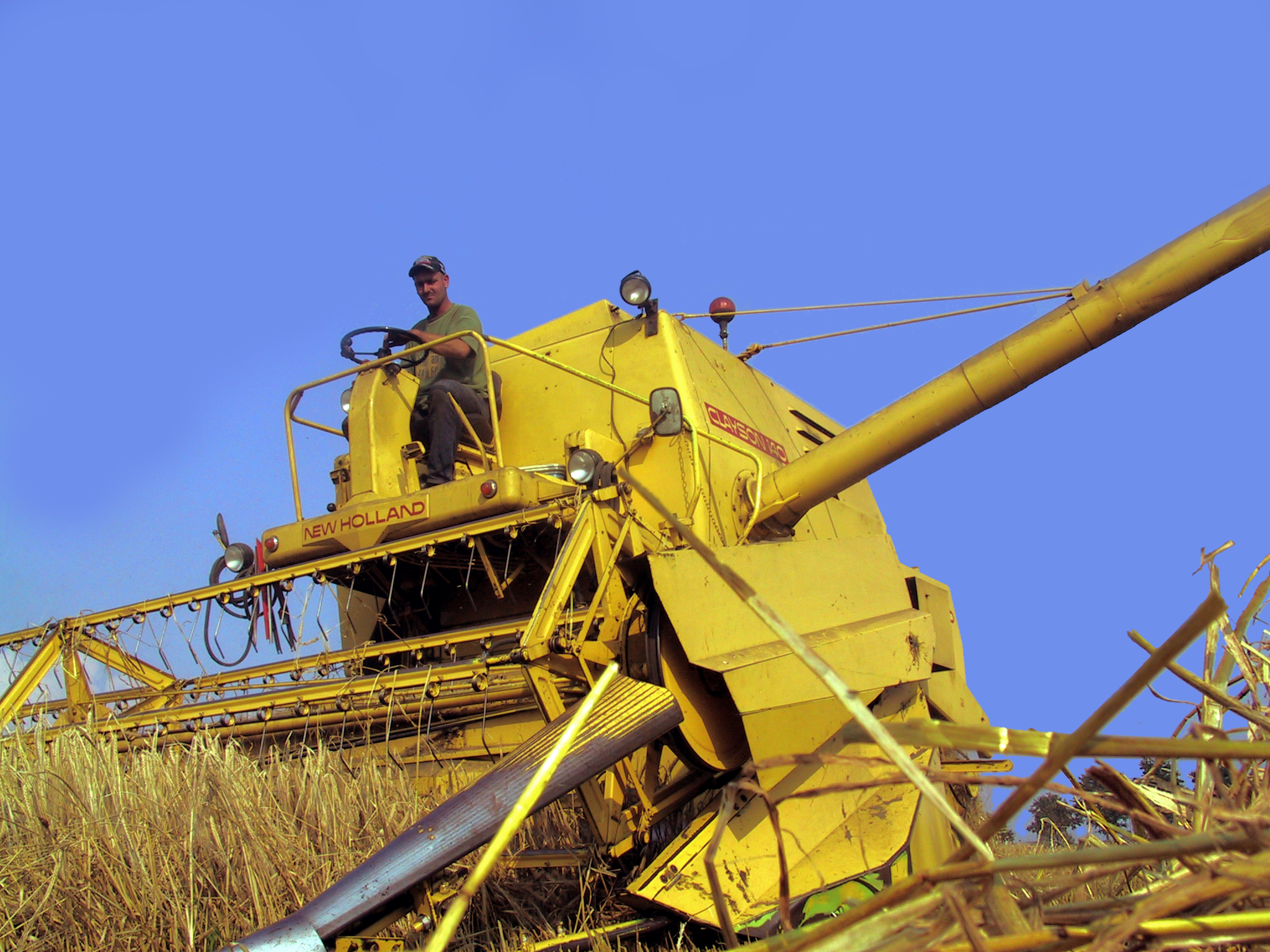
Vue avant.

La machine est motorisée par un moteur Diesel Ford à six cylindres en ligne. De 1962 à 1966, ce moteur est d'une puissance maximale de 115 ch DIN pour une cylindrée de 5 899 cm3. De 1966 à 1971, le moteur affiche la même puissance mais la cylindrée passe à 6 227 cm3. La boîte de vitesses possède trois rapports avant et un rapport arrière ; un variateur de vitesse à courroie permet de régler en continu l'avancement. La vitesse maximale de la moissonneuse-batteuse est de 19,6  ou   21,2 km/h selon les millésimes.
La largeur maximale de coupe, de 5,40 m sur la première génération, passe à 6,00  puis   6,70 m sur les générations suivantes.
Cette machine, au moment de sa sortie, est réputée pour la qualité de son système de séparation et de nettoyage du grain, composé entre autres d'un batteur de 600 mm de diamètre et 1 285 mm de large et de cinq secoueurs pourvus de crêtes améliorant le brassage de la paille.
La Clayson 140, comme les autres machines de sa gamme, se caractérise extérieurement par une ligne radicalement modifiée et « rajeunie », très anguleuse, avec des capots et des carénages qui protègent les organes en mouvement. Moins haute de 50 cm que la M 103, elle est plus stable.